# Misasa (Tottori)
Misasa (三朝町 Misasa-chō?) es un pueblo localizado en la prefectura de Tottori, Japón. En junio de 2019 tenía una población estimada de 6.126 habitantes y una densidad de población de 26,2 personas por km². Su área total es de 233,52 km².

## Geografía

### Localidades circundantes
- Prefectura de Tottori
  - Tottori
  - Kurayoshi
  - Yurihama
- Prefectura de Okayama
  - Maniwa
  - Kagamino

## Demografía
Según los datos del censo japonés, esta es la población de Misasa en los últimos años.
| Año del censo | Población |
| ------------- | --------- |
| 1995          | 8.356     |
| 2000          | 7.921     |
| 2005          | 7.509     |
| 2010          | 7.015     |
| 2015          | 6.490     |
| 2020          | 6.060     |